# Second Chance (canción de Shinedown)
«Second Chance» es una canción de la banda estadounidense de hard rock Shinedown, lanzado a través de Atlantic Records como el segundo sencillo de su tercer álbum de estudio The Sound of Madness (2008). Fue lanzado el 9 de septiembre de 2008 y se ha convertido en el sencillo de mayor audiencia de Shinedown.

## Significado
En Pointfest 22, el cantante principal Brent Smith le dijo a la audiencia:

"Es importante que escuches esto... Cuando crecí, todos estaban bien con estar en una burbuja. Eran geniales en su círculo. Eso está bien. Pero nadie debería desanimar a alguien si tiene un sueño, si quiere algo más [...] Esta canción fue difícil para mí escribir la letra porque es sobre mi madre y mi padre, y sobre el día en que me despedí de ellos, porque tenía que ir a intentarlo, y sigo intentando , todos los días, para convertirte en un hombre. Entonces, esta canción trata sobre eso. Se trata del momento en que te despiertas y decides que quieres ir por cada uno de los sueños que alguna vez deseaste".

## Video musical
El video musical oficial de la canción fue dirigido por Ryan Smith y se estrenó el 8 de enero de 2009 en MSN Music. Comienza con una adolescente sentada en un banco por la noche y el cantante principal Brent Smith de fondo. Demuestra que tiene un trabajo ayudando a un pescador. Ella también tiene novio. Ella aspira a ser bailarina y quiere ir a una escuela de danza. Se la ve bailando en su garaje varias veces en el video musical. Sin embargo, su familia es algo disfuncional, y sus padres se muestran peleando todo el tiempo. Ella cuida de su hermano menor y, a menudo, lo cuida. Cuando le pide permiso a su madre para ir a la escuela un día, su madre se niega de inmediato, le muestra las facturas y le grita. La niña piensa en todas las cosas de su vida que la hacen feliz y decide huir para ir a la escuela. Deja una nota para sus padres y mira a su hermano menor dormido antes de salir de la casa. Luego va al banco donde comenzó el video musical, llevándolo al punto de partida. Cuando sus padres leen la nota, se dan cuenta de que no tomaron las mejores decisiones para criarla, pero tienen una segunda oportunidad al elegir dejarla ir.
Se muestra al cantante principal, Brent Smith, cantando solo en una colina a lo largo del video, y se muestra a la niña practicando su baile en el garaje con frecuencia. Al final del video, la niña se sube a un autobús, donde también viajan Brent Smith y los otros miembros de la banda.
El video fue filmado en la isla Anna Maria en la costa del Golfo de Florida. Fue filmado en varios lugares de la isla, incluido Periwinkle Plaza en Anna Maria, el resort Silver Surf en Bradenton Beach y Star Fish Company en Cortez. El video está protagonizado por un par de personas locales; la niña es interpretada por Alanna Massey, de la cercana Parrish, Florida, y el hermano pequeño es William Bernet, que vive al otro lado de la calle de la casa de Corky y Brenda Parker, cuya casa aparece como la casa de la niña en el video.

## Rendimiento gráfico
"Second Chance" es, de lejos, el mayor éxito de Shinedown hasta la fecha. Alcanzó el primer puesto en Hot Mainstream Rock Tracks de Billboard el 27 de diciembre de 2008, luego alcanzó el número uno en Hot Modern Rock Tracks el 14 de febrero de 2009 y marcó la primera vez que la banda encabezó varias listas.
El 20 de junio de 2009, "Second Chance" alcanzó el número uno en la lista Hot Adult Top 40 Tracks, casi nueve meses después de su lanzamiento original. Cuando esto sucedió, la canción se convirtió en la tercera en encabezar las listas de Modern Rock, Mainstream Rock y Adult Top 40, uniéndose a las canciones "One Headlight" de The Wallflowers y "Boulevard of Broken Dreams" de Green Day.
En el Billboard Hot 100, alcanzó su punto máximo en el número siete, lo que lo convirtió no solo en su primer (y, hasta la fecha, único) sencillo top 40 hasta la fecha ("I Dare You" fue su primer sencillo Hot 100 en 2006), sino también su primer sencillo en el top 10. También es su sencillo debut en la lista Hot Adult Contemporary Tracks, debutando en el número 29. En la radio Mainstream Top 40, la canción ha tenido un desempeño excepcional para una canción de rock, alcanzando su punto máximo entre los tres primeros allí en el número tres. También es su primer sencillo en las listas de éxitos del Canadian Hot 100, llegando hasta ahora al número 32.
En general, "Second Chance" es el tercero de los dieciséis sencillos de Shinedown en encabezar la lista Hot Mainstream Rock Tracks hasta la fecha, habiendo pasado 10 semanas en el número uno a partir del 27 de diciembre de 2008. En la lista Hot Modern Rock Tracks, es su único número uno. soltero hasta la fecha, habiendo pasado tres semanas consecutivas en el número uno a partir del 14 de febrero de 2009. También fue su único sencillo número uno hasta la fecha en la lista Hot Adult Top 40 Tracks después de haber pasado siete semanas consecutivas en el número uno a partir del 20 de junio de 2009, que es tres semanas menos que la permanencia de la canción en la lista de Mainstream Rock y cuatro semanas más que la permanencia de la canción en la lista de Modern Rock.
El 29 de marzo de 2009, "Second Chance" debutó en el número 20 en el Top 20 Video Countdown de VH1, convirtiéndose en su primer video en debutar en el programa, y el 16 de mayo, "Second Chance" alcanzó el número uno; Smith & Kerch, los invitados al programa en ese momento, lo presentaron ellos mismos. Más tarde fue el número uno por segunda vez el 20 de junio.
"Second Chance" es también la primera y única canción de la banda en las listas internacionales, alcanzando el número 19 en las listas ARIA de Australia y el número 32 en las listas RIANZ de Nueva Zelanda. También se ha posicionado en el número 53 en la lista de sencillos alemanes. En Austria, la canción ha alcanzado el top 20 en el número 13.
"Second Chance" también se destaca por ser la última canción que tocó el legendario disc jockey Casey Kasem antes de salir del aire por última vez.
Shinedown fue una de las últimas bandas post-grunge en llegar al top 40 del Billboard Hot 100. Desde entonces, los únicos actos que lograron tal éxito fueron Nickelback y Daughtry, que tienen frecuentes éxitos de crossover, y Breaking Benjamin, cuyo "I Will Not Bow "apenas alcanzó el top 40 gracias a las descargas.
Además del éxito en las listas, "Second Chance" ha sido certificado Platino por la RIAA, el primer sencillo de Shinedown en lograr cualquier certificación.
Desde entonces, "Second Chance" ha sido certificado 3 veces Platino por la RIAA.
"Second Chance", junto con "Love Story" de Taylor Swift, fue una de las dos canciones número uno interpretadas por Casey Kasem en el último fin de semana de su carrera en la radio. "Second Chance" fue el último número uno en el Top 20 estadounidense de Kasem, su programa de cuenta regresiva contemporáneo para adultos que emitió su final el 4 y 5 de julio de 2009. ("Love Story" mantuvo esa distinción en su programa hermano, el adulto estadounidense contemporáneo Arriba 10.)

## En otros medios
La canción se ha utilizado en la promoción de la segunda temporada de Terminator: The Sarah Connor Chronicles y el programa de WWE Tribute to the Troops de 2008. 
En mayo de 2009, "Second Chance" se utilizó en una promoción sobre el regreso del personaje Michael Corinthos en el drama diurno General Hospital de ABC. Fue lanzado en DLC como parte de un paquete de 3 canciones en Guitar Hero 5, como DLC para Rock Band 3 y Rocksmith.

## Posicionamiento en lista
| Lista (2008–09)                               | Posiciones |
| --------------------------------------------- | ---------- |
| Australia (ARIA)                              | 19         |
| Austria (Ö3 Austria Top 40)                   | 13         |
| Canadá (Canadian Hot 100)                     | 29         |
| Alemania (Offizielle Deutsche Charts)         | 53         |
| Países Bajos (Dutch Top 40)                   | 31         |
| Nueva Zelanda (Recorded Music NZ)             | 32         |
| Escocia (Scottish Singles Sales Chart)        | 47         |
| Reino Unido (Official Charts Company)         | 74         |
| Reino Unido (UK Rock & Metal)                 | 2          |
| Estados Unidos (Billboard Hot 100)            | 7          |
| Estados Unidos (Adult Contemporary)           | 16         |
| Estados Unidos (Adult Top 40)                 | 1          |
| Estados Unidos (Hot Rock & Alternative Songs) | 8          |
| Estados Unidos (Mainstream Top 40)            | 3          |